# Zjazd Słowiański (1848)

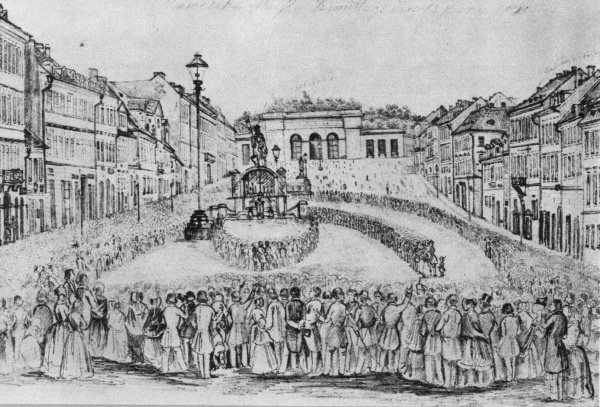
Msza na Końskim Targu w Pradze 12 czerwca 1848

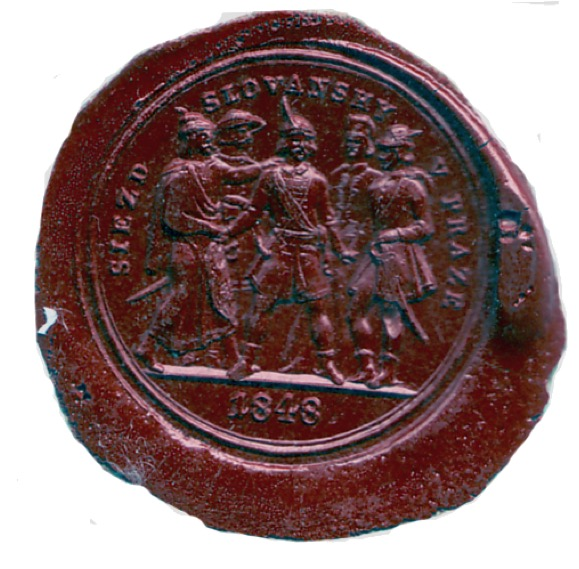
Pieczęć Zjazdu Słowiańskiego

Barwy pansłowiańskie przyjęte na Zjeździe Słowiańskim

Zjazd Słowiański (Kongres Słowiański) – spotkanie reprezentantów narodów słowiańskich w Pradze w dniach 2–12 czerwca 1848, w okresie Wiosny Ludów w Cesarstwie Austrii. Uczestniczyli w nim Polacy, Słowacy, Ukraińcy, Serbowie, Chorwaci, Czesi i Rosjanie, w tym Michaił Bakunin. Zjazd Słowiański poświęcony był metodom walki z germanizacją i madziaryzacją.

## Przygotowania do Zjazdu
Pierwsza koncepcja Zjazdu pojawiła się 20 kwietnia 1848 w gazecie „Narodne novine”, ukazującej się w Zagrzebiu. Impulsami do zorganizowania obrad były również uchwała niemieckiej Rady Związkowej z 22 kwietnia 1848 o wcieleniu części powiatów Wielkiego Księstwa Poznańskiego do Związku Niemieckiego, oraz antysłowiańskie (w szczególności antypolskie) tyrady w parlamencie frankfurckim.
Zjazd przygotowany był jako promocja austroslawizmu i przeciwstawienie się parlamentowi frankfurckiemu i Niemcom domagającym się uprzywilejowanej pozycji w Czechach. Początkowo planowany był jako spotkanie tylko przedstawicieli Słowian austriackich, ale wskutek akcji polskiej wyrażono zgodę na przybycie delegacji wszystkich Słowian, stąd obecność delegatów z Poznańskiego oraz Bakunina.
30 kwietnia utworzono Komitet Przygotowawczy i przyjęto projekt odezwy, która została skierowana do narodów słowiańskich Cesarstwa Austrii. 1 maja wydrukowano i wysłano zaproszenia do wytypowanych organizacji i osób prywatnych. Odezwę podpisali między innymi František Palacký, Pavol Jozef Šafárik i Karel Vladislav Zap.
5 maja wystosowano manifest do niesłowiańskich narodów monarchii habsburskiej, w którym ogłaszano gotowość współpracy z nimi pod warunkiem akceptacji przekształcenia monarchii w federację słowiańsko-austriacką. Manifest do narodów niesłowiańskich brał w obronę wszystkie narody zamieszkujące państwo austriackie. 27 maja sformułowano program zjazdu.

## Tworzenie polskiej delegacji
Na początku maja w Pradze pojawili się Mieczysław Weryha Darowski, Józef Dzierzkowski, Jan Dobrzański, Karol Malisz i Jerzy Henryk Lubomirski, powracający z Wiednia jako część delegacji adresowej. Oprócz nich w Pradze pojawili się Polacy z Komitetu Narodowego Polski z Wielkopolski oraz Tajnego Rządu Narodowego. 9 maja wydali oni w Bratysławie odezwę wzywającą społeczeństwo i polityków polskich do wzięcia udziału w zjeździe praskim. Podpisali się pod nią Mieczysław Darowski, August Cieszkowski, Józef Lipski, Karol Libelt i Roger Maurycy Raczyński.
12 maja zebrała się Rada Narodowa Lwowska, obradując nad wyłonieniem poselstwa na Zjazd. Sprawa nie została zakończona, zebrano się więc powtórnie 15 maja, ale i wówczas nie wypracowano wspólnego stanowiska. Dopiero po wystąpieniu Dobrzańskiego i Malisza w dniu 20 maja ustalono skład reprezentacji Rady. Mandaty otrzymali: Jan Dobrzański, Jerzy Henryk Lubomirski, Karol Malisz, August Bielowski, Karol Szajnocha, Lucjan Siemieński, ksiądz Romuald Krzyżanowski, Lesław Łukaszewicz, Adam Kłodziński, Edmund Chojecki, Juliusz Dzieduszycki i Seweryn Smarzewski.
Część delegacji polskiej wyjechała 24 maja, reszta pod koniec miesiąca. 28 maja wyjechał Leon Ludwik Sapieha (jako reprezentant Obwodowej Rady Narodowej z Przemyśla), jak również Tytus Dzieduszycki i ksiądz Adam Bielecki. Na Zjazd wyjechali również niezależni przedstawiciele Obwodowych Rad Narodowych z Jasła, Wadowic, Bochni i Rzeszowa.
Przed wyjazdem do Pragi delegaci Rady Narodowej Lwowskiej zostali powiadomieni, że nie stanowią jej oficjalnej delegacji, natomiast upoważniono ich do współtworzenia, jeśli powstaną ku temu możliwości, wspólnego poselstwa narodowego. Zalecono im także obronę suwerennych praw narodu polskiego, propagowanie polskich dążeń niepodległościowych oraz do podjęcia starań o załagodzenie konfliktu węgiersko-słowiańskiego.

## Tworzenie ukraińskiej delegacji
Egzemplarze odezwy dotarły zarówno do Głównej Rady Ruskiej, jak i prywatnie do wielu ukraińskich działaczy narodowych. Rada Głowna omówiła sprawę odezwy na posiedzeniach 12 i 16 maja, decydując się 16 maja wysłać własnych delegatów. Delegatami Rady zostali: Iwan Borysykewycz, Hryhorij Hynyłewycz i Ołeksa Zakłynśkyj.

## Obrady
2 czerwca 1848 nastąpiło uroczyste rozpoczęcie Zjazdu Słowiańskiego. Prezydentem Zjazdu wybrano Jerzego Henryka Lubomirskiego, natomiast obradom przewodniczył František Palacký, który propagował austroslawizm. Zjazd obradował w trzech sekcjach: czesko-słowackiej (237 osób, przewodniczący Pavel Jozef Šafárik), polsko-ruskiej (początkowo 31 osób, potem do 61 osób; przewodniczący Karol Libelt) i południowosłowiańskiej (42 osoby, przewodniczący ksiądz Stamatović).
Po otwarciu Zjazdu i wystąpieniach Františka Palackiego i Jana Dvoračka, głos zabrał Iwan Borysykewycz, który stwierdził, że „Rusini są narodem od 400 lat przez Polskę uciskanym”, i zażądał dla swojego narodu równych praw, jak dla innych narodów. Polacy, godząc się na równouprawnienie polityczne i językowe, sprzeciwiali się jednocześnie zaproponowanemu podziałowi Galicji na część polską i ruską. Tłumaczyli, że pomimo zdominowania narodu ruskiego przez polską szlachtę, praw pozbawili go Austriacy, a nie Polacy. Po burzliwych dyskusjach, 7 czerwca spotkały się podkomisje polska i ruska, i podjęły decyzję o podpisaniu ugody, przyznającej Rusinom pełnię praw politycznych i obywatelskich. Ugoda ta miała być wzorem dla Węgrów do wprowadzenia podobnych rozwiązań na Słowacji, w Siedmiogrodzie i na pograniczu serbsko-chorwackim. Niestety we Lwowie nie zatwierdzono, i nie wprowadzono w życie owej ugody.
8 czerwca 1848 Pavel Jozef Šafarik zaproponował utworzenie sfederowanego państwa słowiańskiego pod berłem cesarza austriackiego, opracowano nawet akt takiej federacji. 
Uczestnicy Zjazdu ogłosili „Manifest do narodów Europy”, który potępiał rozbiory Polski i głosił równouprawnienie narodów w państwie Habsburgów. 
Obrady Zjazdu zaniepokoiły biurokrację austriacką, z powodu wybuchu powstania w Pradze pod koniec kongresu (12–17 czerwca 1848). Wszystkim uczestnikom Zjazdu nakazano w związku z tym opuszczenie Pragi, a niektórych aresztowano.
Uczestnikami zjazdu byli również między innymi Aleksander Wielopolski, Paweł Stalmach, Andrzej Kotula, Maurycy Kraiński, Adam Gorczyński, Pavel Stamatović, baron Dragutin Kušljan, Stanko Vraz, Wácslaw Hanka, Jan Helcelet, Miloslaw Hurban.